# Galèria Copiola
Galèria Copiola (96 aC, 9) va ser una actriu i ballarina romana que es creu que va viure més de cent anys. La seva trajectòria ens és coneguda sobretot gràcies a la Naturalis Historia de Plini el Vell.
Copiola va començar la seva carrera l'any 83 aC amb tretze anys durant una representació teatral organitzada per l'edil Marc Pomponi. L'any 55 aC va actuar al Teatre de Pompeu amb molt d'èxit, i allà la van veure l'actor Claudi Esop i l'escriptor Ciceró. Es va retirar dels escenaris amb honors al voltant dels quaranta anys. La seva última aparició coneguda data dels jocs en honor d'August, l'any 9, quan tenia 104 anys.
Galeria Copiola ballava als interludis que es feien entre dues obres. La dansaire probablement estava sola a l'escenari i interpretava un número de ball semblant al ballet-pantomima d'avui. Era una de les poques professions artístiques obertes a les dones i la ballarina no portava generalment màscara, contràriament a les tradicions de l'antic teatre romà. Galeria Copiola és una de les úniques intèrprets del gènere del qual ens queda el nom.